# Sékou Bamba
Pour les articles homonymes, voir Bamba.
Sékou Bamba est un ancien footballeur international ivoirien né le 25 février 1970 et mort le 17 avril 2008
Sékou Bamba avait commencé sa carrière dans les années 1980 au Denguélé d'Odienné avant d'évoluer dans les deux plus grands clubs du pays, l'ASEC Mimosas et l'Africa Sports.
Attaquant élancé, bon technicien, percutant et au sens inné du but, il avait remporté avec l'Africa Sports l'ancienne Coupe d'Afrique des vainqueurs de coupe en 1992 (l'actuelle Coupe de la CAF) et la Supercoupe d'Afrique des clubs en 1993.
Finaliste de la Coupe d'Afrique des clubs champions 1995 (l'actuelle Ligue des champions), Sékou Bamba avait également joué à l'étranger, notamment au Gabon et en Arabie Saoudite.
Il était père de quatre enfants, trois filles et un garçon.